# Будник, Виктор Николаевич
Виктор Николаевич Будник (3 ноября 1960, Нововолынск, Волынская область, Украинская ССР, СССР) — советский и украинский футболист.

## Биография
Воспитанник ДЮСШ «Трудовые резервы» (Львов). В футбол начинал играть в 1979 году в луцком «Торпедо». Выступал за клубы второй и первой союзных лиг: «Днепр» (Могилёв), «Колос» (Павлоград), «Таврия» (Симферополь) и «Буковина» (Черновцы), и именно в Черновцах провел наибольшее количество матчей в своей карьере и получил больше всего наград. Провел по одному матчу в составе «Шахтёра» Донецк (в чемпионате) и московском «Локомотиве» (один кубковый поединок), также играл за дублирующий состав львовских «Карпат».
Во времена независимой Украины выступал за клубы как высшей лиги так и за команды второго и третьего дивизиона: «Буковина» (Черновцы), «Прикарпатье» (Ивано-Франковск), «Шахтёр» (Павлоград) и «Нива» (Винница), с последними становился победителем Первой лиги. Всего за свою 16-летнюю карьеру игрока сыграл более 500 официальных матчей, в которых забил больше 35 голов.

## Достижения

### Командные
СССР:
- Победитель второй лиги СССР (2): 1982, 1990
- Победитель чемпионата УССР (2): 1987, 1988
- Серебряный призёр второй лиги СССР (1): 1981
- Серебряный призёр чемпионата УССР (3): 1984, 1986, 1989

Украина:
- Победитель первой лиги Украины (1): 1993